# Émile Prisse d'Avennes
Achilles Constant Théodore Émile Prisse d'Avennes (Avesnes-sur-Helpe, 27 de janeiro de 1807 – Paris, 10 de janeiro de 1879), também conhecido como Prisse d'Avennes, foi um orientalista e artista francês, voltado sobretudo para a Egiptologia.

## Biografia
Prisse d'Avennes nasceu em Avesnes-sur-Helpe, França, em 27 de janeiro de 1807, em uma família nobre de origem francesa. Após a morte prematura de seu pai em 1814, sob orientação de seu avô, ele se matriculou na faculdade um ano depois para se preparar para uma carreira na profissão de advogado. Prisse d'Avennes decidiu se tornar um arqueólogo em 1836, após um período de ensino na escola de infantaria em Damietta.

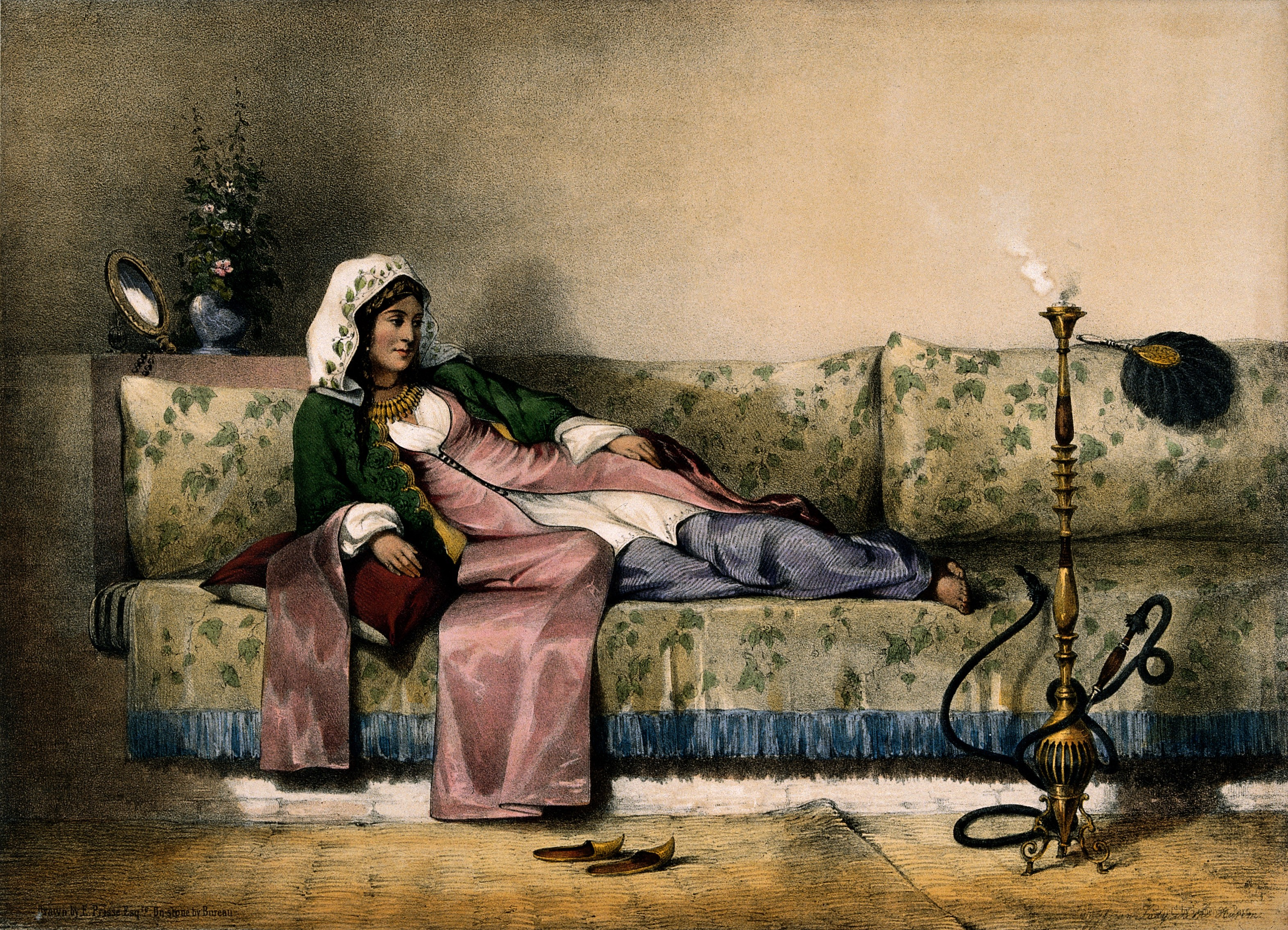
Imagem de uma mulher muçulmana reclinada do Álbum Oriental.

## Vida no Egito
Em 1827, quando chegou ao Egito, foi contratado pelo vice-rei do Egito, Muhammad Ali Pasha, como engenheiro civil. Ele passou muitos anos vivendo como egípcio, adotando o nome Idriss-effendi, aprendendo a falar árabe e praticando o Islã. Ele afirmou que a adoção da cultura egípcia resultou em uma maior compreensão da sociedade e do povo egípcios.

## Álbum oriental
Em 1848, ele contribuiu com 30 imagens de litografia retratando as pessoas que viviam no Vale do Nilo para um livro de fantasias intitulado Álbum Oriental escrito por James Augustus St. John, que era um escritor e viajante britânico.